# 白井正勝
白井 正勝（しらい まさかつ、1966年8月2日 - ）は、東京都大田区出身の元プロ野球選手（投手）。右投右打。

## 来歴・人物
駿台甲府高では1年秋に県大会準決勝で先発も峡南高の伊藤史生に完投で敗戦。2年夏の県大会準決勝で救援登板したが延長10回サヨナラ負け。3年夏の県大会では5回参考記録ながらノーヒットノーランを達成、準決勝では四條稔が先発した東海大甲府高に敗れた。1984年オフにドラフト外で横浜大洋ホエールズに入団する。
1986年にイースタンリーグ最優秀防御率を獲得し、一軍公式戦初登板も果たした。1990年限りで現役を引退。
チームに残り、1999年まで打撃投手を務める。1998年の横浜ベイスターズ優勝時の胴上げでは、選手より目立っていた。
2000年から2012年12月まで、読売ジャイアンツで打撃投手を務める。
巨人退団後は、神奈川県内で介護福祉機器の販売会社に勤務。

## 詳細情報

### 年度別投手成績
| 年 度    | 球 団    | 登 板 | 先 発 | 完 投 | 完 封 | 無 四 球 | 勝 利 | 敗 戦 | セ 丨 ブ | ホ 丨 ル ド | 勝 率 | 打 者 | 投 球 回 | 被 安 打 | 被 本 塁 打 | 与 四 球 | 敬 遠 | 与 死 球 | 奪 三 振 | 暴 投 | ボ 丨 ク | 失 点 | 自 責 点 | 防 御 率 | W H I P |
| -------- | -------- | ----- | ----- | ----- | ----- | -------- | ----- | ----- | -------- | ----------- | ----- | ----- | -------- | -------- | ----------- | -------- | ----- | -------- | -------- | ----- | -------- | ----- | -------- | -------- | ------- |
| 1986     | 大洋     | 2     | 0     | 0     | 0     | 0        | 0     | 0     | 0        | --          | ----  | 11    | 2.0      | 3        | 0           | 2        | 0     | 0        | 1        | 1     | 0        | 2     | 2        | 9.00     | 2.50    |
| 1987     | 大洋     | 10    | 0     | 0     | 0     | 0        | 0     | 0     | 0        | --          | ----  | 50    | 12.1     | 7        | 1           | 7        | 0     | 1        | 5        | 0     | 0        | 2     | 1        | 0.73     | 1.14    |
| 通算:2年 | 通算:2年 | 12    | 0     | 0     | 0     | 0        | 0     | 0     | 0        | --          | ----  | 61    | 14.1     | 10       | 1           | 9        | 0     | 1        | 6        | 1     | 0        | 4     | 3        | 1.88     | 1.33    |

### タイトル
- イースタンリーグ最優秀防御率（1986年）

### 記録
- 初登板：1986年9月7日、対読売ジャイアンツ22回戦（後楽園球場）、7回裏に3番手で救援登板、1回1失点
- 初奪三振：1986年9月14日、対中日ドラゴンズ20回戦（横浜スタジアム）、9回表に栗岡英智から

### 背番号
- 61 （1985年 - 1990年）
- 86 （1991年 - 1999年）
- 118 （2000年 - 2009年）
- 02 （2010年）
- 201 （2011年 - 2012年）